# Eustomias schiffi
Eustomias schiffi és una espècie de peix de la família dels estòmids i de l'ordre dels estomiformes.

## Hàbitat
És un peix marí i d'aigües profundes que viu fins als 1.098 m de fondària.

## Distribució geogràfica
Es troba a Bermuda.